# Wiseppe (rivière)
Pour l’article homonyme, voir Wiseppe.
La Wiseppe (prononcer [wi.zɛp]) est une petite rivière française des départements des Ardennes et de la Meuse dans les anciennes régions Champagne-Ardenne et Lorraine, donc dans la nouvelle région Grand-Est, affluent gauche de la Meuse.

## Géographie
La Wiseppe naît en Argonne, dans le bois de Barricourt et la forêt domaniale de Rémonville, à 295 m d'altitude, à Tailly (Barricourt), localité située à sept ou huit kilomètres à l'est de Buzancy, dans le département des Ardennes. 
De 22,4 km, son cours s'oriente en règle générale vers le nord-est, avec quelques importants méandres cependant. Elle baigne les localités de Barricourt, Nouart, Beaufort-en-Argonne, Wiseppe et de Laneuville-sur-Meuse.
Elle conflue avec la Meuse, à 169 m d'altitude, au niveau de Laneuville-sur-Meuse, c'est-à-dire face à la ville de Stenay. 

## Hydronymie
De la racine hydronymique pré-celtique *-vis renforcée par un intempestif indo-eupéen *-apa « eau ».

### Communes et cantons traversés
Dans les deux départements des Ardennes et de la Meuse, la Wiseppe traverse les neuf communes suivantes, de l'amont vers l'aval, de Tailly (source), Nouart, Beaufort-en-Argonne, Beauclair, Halles-sous-les-Côtes, Wiseppe, Saulmory-et-Villefranche, Laneuville-sur-Meuse, Stenay (confluence).
Soit en termes de cantons, la Wiseppe prend source dans le canton de Vouziers, conflue dans le canton de Stenay, le tout dans les deux arrondissement de Vouziers et arrondissement de Verdun.

### Bassin versant
Son bassin est situé dans une zone fort boisée de l'Argonne à pluviosité élevée. La Wiseppe traverse quatre zones hydrographiques B312, B313, B314 et B315 pour une superficie totale de 95 km2. Ce bassin versant est constitué à 66,81 % de « territoires agricoles », à 32,36 % de « forêts et milieux semi-naturels », à 1,30 % de « territoires artificialisés ».

## Affluents
Elle est alimentée par une série de petits et grands ruisseaux. La Wiseppe a huit affluents référencés :
- le ruisseau le Champy (rg), 5,2 km sur les deux communes de Fossé (source) et Nouart (confluence).
- le ruisseau le Vivier (rg), 2,3 km sur les deux communes de Beaufort-en-Argonne (confluence) et Belval-Bois-des-Dames (source).
- le ruisseau dit les Goffes (rd), avec un affluent la Wiseppe même… bras droit de la Wiseppe et affluent et défluent de 2,3 km sur les deux communes de Nouart (origine) et Beaufort-en-Argonne (confluence).
- le ruisseau de la Gravelotte (rd), 1,4 km sur les trois communes de Nouart, Beaufort-en-Argonne et Beauclair.
- le ruisseau l'Anelle (rd), 6,8 km sur les trois communes de Tailly, Beauclair, Montigny-devant-Sassey, avec un affluent :
  - le ruisseau de Tailly (rg), 3,2 km sur la seule commune de Tailly.
- le ruisseau de l'Etang de Halles-sous-les-Côtes (rd), 2,2 km sur les deux communes de Halles-sous-les-Côtes (source) et Wiseppe (confluence).
- le ruisseau de Ripousau (rd), 2,5 km sur les trois communes de Montigny-devant-Sassey, Halles-sous-les-Côtes et Wiseppe (confluence), avec un affluent :
  - le ruisseau de Tasson (rd), 2,1 km sur les deux communes de Montigny-devant-Sassey (source), Saulmory-et-Villefranche (confluence).
- le ruisseau la Lieuse (rg), 8,4 km sur les deux communes de Beaufort-en-Argonne et Laneuville-sur-Meuse (source et confluence) avec deux affluents :
  - le ruisseau le Royer Goulivrin (rd), 2,3 km sur les deux communes de Beaufort-en-Argonne (confluence) et Belval-Bois-des-Dames (source).
  - le ruisseau du Juvenu (rg), 2,6 km sur les deux communes de Beaufort-en-Argonne et Laneuville-sur-Meuse.

Donc son rang de Strahler est de trois.

## Hydrologie

### La Wiseppe à Laneuville-sur-Meuse
Le module de la rivière au confluent de la Meuse vaut 1,18 m3/s pour un petit bassin versant de 89,5 km2.

### Lame d'eau et débit spécifique
La lame d'eau écoulée dans son bassin est de 416 millimètres, ce qui est assez élevé, nettement supérieur à celle de la moyenne de la France, tous bassins confondus, mais un peu inférieur à la moyenne du bassin français de la Meuse. Son débit spécifique ou Qsp se monte à 13,2 litres par seconde et par kilomètre carré.

## Aménagements et écologie

### Pêche
Le Conseil Supérieur de la Pêche a fait un compte rendu de pêche électrique de destruction d'espèces nuisibles et envahissantes, les 12-13 septembre 1967

## Curiosités - Tourisme

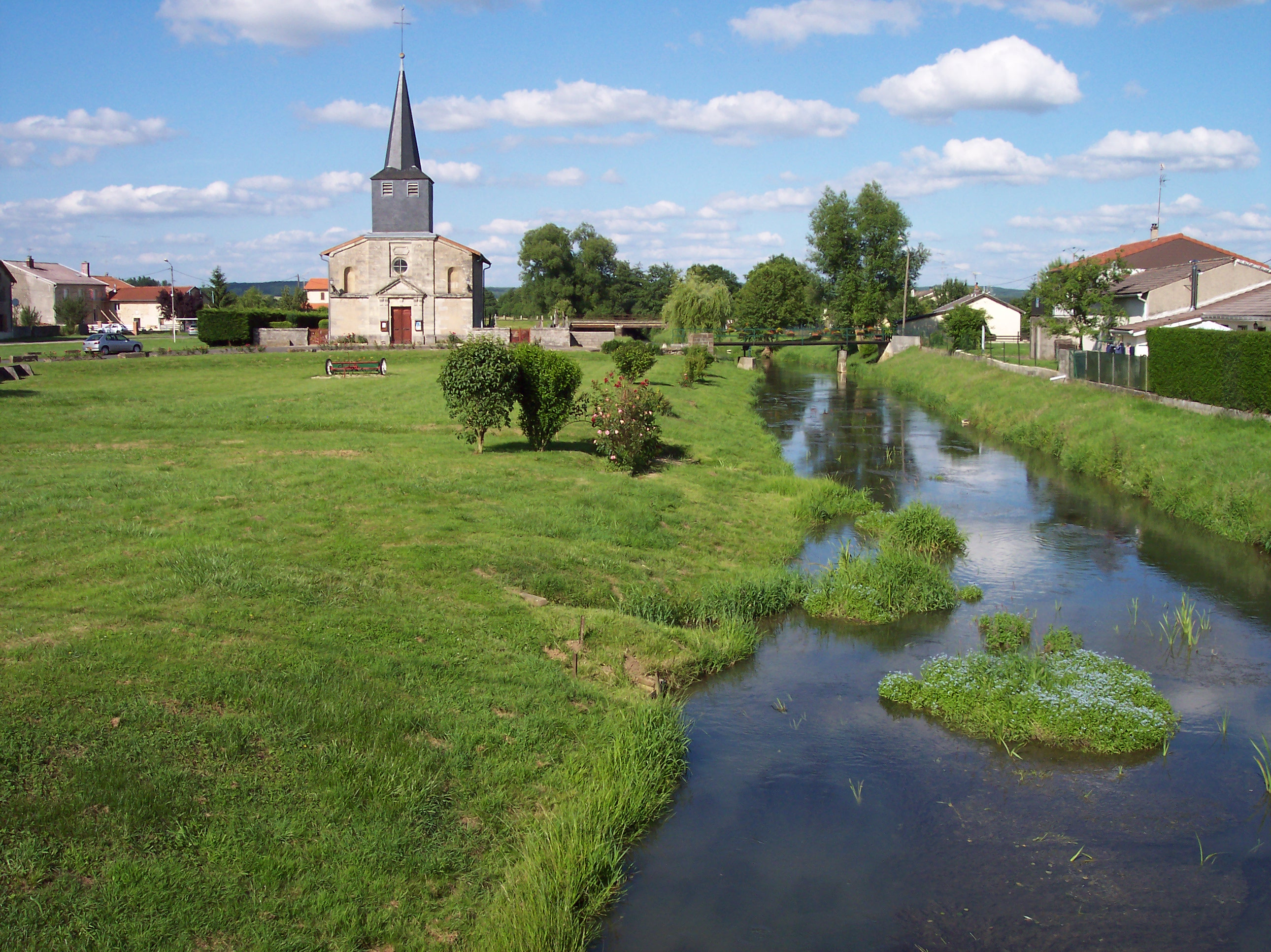
la Wiseppe longe l'église de Wiseppe.

- Bois et forêts omniprésents dans toute la région.
- La ville de Stenay possède de multiples bâtiments historiques anciens.
- Château de Laneuville-sur-Meuse
- Tailly : église Saint-Remi
- Buzancy, son château de La Cour avec lions d'Antoine Coysevox, son église des XIIIe et XVIe siècles, ses bois et ses étangs.